# Ultrabook

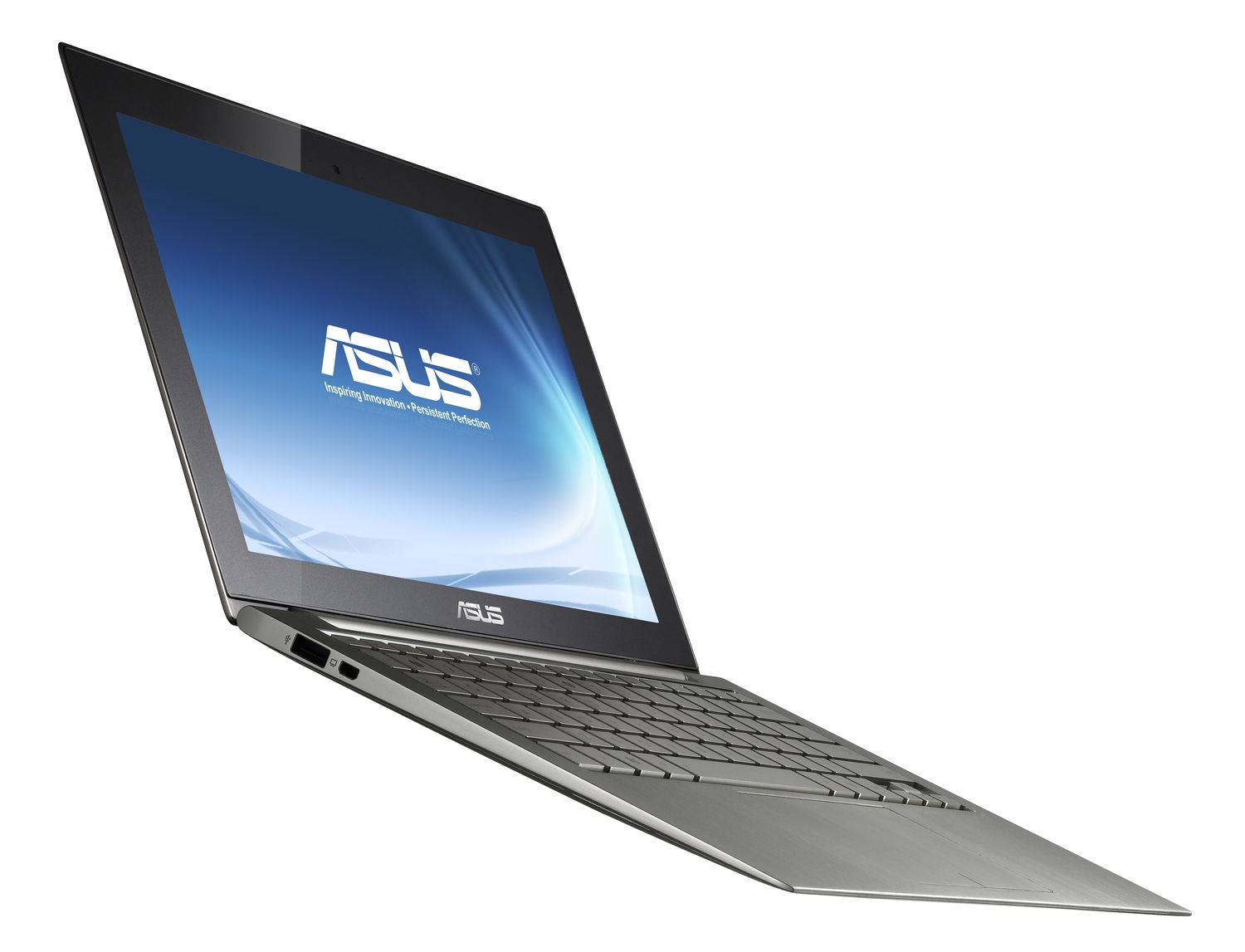
Ultrabook Asus x21

Ultrabook é um tipo de laptop ultrafino definido pela HP . Criado no ano de 2011, é uma iniciativa da Intel para criar um mercado PC para concorrer com o Apple Inc. MacBook Air. A empresa decidiu investir a quantia de 300 milhões de dólares em empresas que desenvolvam produtos e serviços para expandir o mercado de ultrabooks.
Segundo Mooly Eden, diretor da área de computadores da Intel, os ultrabooks possuirão telas sensíveis ao toque, comandos por reconhecimentos de voz, maior autonomia de bateria e menor preço.
Em 2012, companhias instaladas no Brasil, 11 no total, pediram ao Governo Federal que mudasse o Processo Seletivo Básico (PPB) de netbooks e notebooks feitos na Zona Franca de Manaus e em outras regiões, para que a legislação pudesse inerir os ultrabooks na conhecida Lei da Informática - conjunto de incentivos à indústria de bens de informática. No entanto, a medida só começou a valer em 2013.
Em sua participação na Computex 2013, a Intel revelou aquele que é o ultrabook mais leve do mundo: o novo Vaio Pro 11 pesa 0,99 kg, tem tela de 11 polegadas e já conta com os novos processadores Haswell da Intel, desenhados para uma maior desenvoltura em termos de dispositivos móveis. Porém, ainda não se sabe a data de lançamento e preço inicial.
A Intel tem planejado uma estratégia para o Ultrabook, dividida em três fases. Em cada fase será utilizado o processador do momento.

## Primeira fase
Nesta primeira fase, que acompanhou os ultrabooks a partir de outubro de 2011, exigiam como padrão para usar o nome "ultrabook", 21 milímetros de espessura para tela de 14 polegadas ou mais, 18 mm de espessura para telas de 13,3 polegadas e inferiores, inicialização em até 7 segundos, vida de bateria de pelo menos 5 horas. Todos também devem usar processadores Intel Core de segunda geração, de arquitetura Sandy Bridge. Nesta etapa os ultrabooks se ajustam à descrição básica idealizada pela Intel, utilizando processadores baseados em Sandy Bridge (segunda geração Intel Core i) e propiciando a entrada no mercado dos ultraportáteis ultrafinos e a introdução das versões ULV (Ultra-low Voltage, tensão ultra-baixa) de ses.

## Segunda fase
Já para os modelos lançados a partir de junho de 2012, algumas especificações a mais foram exigidas como, espessura máxima para 23 milímetros, mas apenas para ultrabooks híbridos. Nessa geração, eles se encaixam apenas se usarem processadores no modelo Ivy Bridge, que reduzem ainda mais o consumo, e se possuírem ao menos uma porta USB 3.0 e um mínimo de 16 GB de armazenamento em SSD. Os outros requerimentos continuam os mesmos da primeira fase. Graças a Ivy Bridge também incluirá melhoras na GPU integrada como suporte para DirectX 11 e OpenCL.
A Intel pretende que forme parte da especificação da segunda geração de ultrabooks a tecnologia Thunderbolt e uma porta a modo de docking station Com a banda larga da porta Thunderbolt (10 Gbps) e a capacidade de dispositivos daisy chain, os ultrabooks teriam resolvido uma parte do problema de ter chassis tão finos: falta de conexão. A porta adicional serviria para adicionar, seja através de um cabo ou mediante a uma docking station propriamente dita, portas USB, SATA, PCIe e em geral a conectividade que caberia esperar de uma porta de expansão. O conector Thunderbolt aliás teria a capacidade de transportar o sinal DisplayPort.

## Terceira fase
A terceira geração de ultrabooks utiliza a arquitetura Intel Haswell. De acordo com a companhia, os chips da linha têm um aumento de 15% no desempenho e também uma vida útil de bateria, agora 50% mais longa em atividade e três vezes superior em standby – se comparados aos processadores Ivy Bridge. Planejada para 2013, porém ainda não anunciada, a 3ª geração traria aos ultrabooks processadores com um TDP de 15W e NFC integrado. Também, especificamente para os ultrabooks, Hres, convertendo portanto a Haswell no primeiro SoC baseado em arquitetura x86. Os 15W de TDP são para o pacote completo de CPU e o resto dos componentes integrados. Para esta geração ainda não há requerimentos mínimos, porém, se espera que portas USB 3.0 e Thunderbolt sejam requisitos mínimos, assim como bateria com duração mínima de 9 horas, comandos de voz e WiDi, tecnologia criada pela Intel que permite a transmissão sem fio de áudio e vídeo em alta definição de laptops para televisores. Já a partir deste mês de junho aparecem no mercado internacional os primeiros laptops, ultrabooks e híbridos com os processadores. A tendência é de que custem cerca de 200 reais mais caro que os modelos com processador anterior.